# Atrachya
Atrachya  (лат.) — род жуков (Coleoptera) из подсемейства козявок (Galerucinae) в семействе листоедов (Chrysomelidae).

## Описание
Рыже-жёлтый. Верхняя губа, низ головы и чёрные тело, щиток, ноги (кроме вершин задних бедер), усики, среднегрудь и заднегрудь. Надкрылья чаще светлые, с узкой или широкой чёрной каймой. Окраска изменчива, надкрылья от сплошь светлых до сплошь черных. Длина 5.0-8.4 мм.
Жуки и личинки многоядны (до 100 видов кормовых растений). Сильно повреждают фасоль, сою, чечевицу, горох, морковь, капусту, свеклу, лук, ревень, огурцы, клевер и др. Предпочитают задерненые участки. Зимуют яйца.
На Сахалине личинки выходят в последней декаде июня. Куколки находятся в почве. Массовый выход жуков в 1-й декаде августа, яйцекладка в августе-сентябре. В год 1 поколение. - Россия: Амурская обл., Хабаровский край, Сахалинская обл., Приморский край. - Япония, п-ов Корея, С. Китай.

## Систематика
В составе рода:
- Atrachya bicoloripennis (Chujo, 1938)
- Atrachya hirashimai Kimoto, 1968
- Atrachya mediofasciata Kimoto, 1976
- Atrachya menetrisi Faldermann. Matsuda K, 1978
- Atrachya nitidissimus (Chujo, 1935)
- Atrachya saramao (Chujo, 1962)
- Atrachya unifasciata (Takizava, 1978)